# Myzostoma alatum
Myzostoma alatum is een ringworm uit de familie Myzostomatidae.
Myzostoma alatum werd in 1884 voor het eerst wetenschappelijk beschreven door Graff.